# Yolanda Matías
Yolanda Matías García (n. Atliaca, Tixtla de Guerrero) es una poeta mexicana en lengua náhuatl. Entre sus libros destacan los poemarios en náhuatl y español: Xochitlajtol ika moyojlo (Palabra florida para tu corazón) y Tonalxochimej (Los días del sol). 

## Biografía
Yolanda Matías es originaria de la comunidad de Atliaca, municipio de Tixtla de Guerrero, es hablante de la lengua náhuatl. Estudió la Licenciatura en Educación con especialidad en Español y Literatura en el Centro de Actualización del Magisterio (CAM) y la Maestría en Formación y Práctica Docente en la Universidad Pedagógica Nacional (UPN), de Chilpancingo, Guerrero. Es "profesora de educación primaria bilingüe bicultural, ha sido promotora del florecimiento de la cultura indígena en el municipio de Copalillo del mismo estado, impulsora del arte y creación artesanal indígena". Ha impartido cursos de la lengua y escritura náhuatl.

## Obra
Matías ha publicado en diferentes medios electrónicos e impresos, tanto en México como en otras partes del mundo, en revistas y antologías. Sus libros son: Xochitlajtol ika moyojlo. Palabra florida para tu corazón (PACMyC,2005) y Tonalxochimej. Flores del Sol (PACMyC, 2013). Su obra forma parte de las antologías: México: diversas lenguas una sola nación (2008), y Pensamiento y voz de mujeres indígenas (2012), además del disco Xochitlajtol ika moyojlo / Palabra florida para tu corazón (2005). 
Fue coordinadora de la antología náhuatl Semanauakuikatl / Canto al Universo (2018). Al perder la vista, la poeta náhuatl ha señalado que la poesía la ha salvado: "La poesía me salvo [...] Cuando un día amanecí en la oscuridad, lo primero que pensé fue en morirme". Como poeta, ha participado en diferentes foros nacionales e internacionales. Ha sido conductora del programa “El náhuatl en la cultura” en XEUAG, Radio Universidad, de 2003 a 2006.
Matías es promotora de las lenguas indígenas. Margarita Warnholtz ha señalado con respeto a su labor como promotora: "Hay personas que, prácticamente desde el anonimato y sin apoyo alguno, realizan un trabajo de hormiga que aporta más que los programas institucionales para que estas lenguas se mantengan. Entre ellas se encuentra Yolanda Matías García".

## Reconocimientos
Gira internacional de difusión de la poesía náhuatl en Venezuela en 2012. Representante del estado de Guerrero y México en el 22º Festival Internacional de Poesía de Génova, Italia, junio de 2016. Participó en el Recital Internacional de Escritores en Lenguas originarias en Bilwi, Nicaragua, en julio de 2016. 
Fue declarada Ciudadana distinguida de Atliaca, recibió el Premio al Mérito civil “Cuauhtémoc” 2014, por  el Gobierno del estado de Guerrero. Galardón “Altamirano” 2015, por el Ayuntamiento Municipal de Tixtla de Guerrero. Reconocimiento PACMyC 2018 por su labor de fortalecimiento y revaloración de la lengua náhuatl, otorgado por la Secretaría de Cultura federal y la Secretaría de Cultura de Guerrero. Reconocimiento otorgado por el Gobernador de Guerrero y la SAIA por su labor de rescate, preservación y promoción de la lengua materna náhuatl, febrero de 2019. Condecoración “Honoris Causa” de la Embajada de Cultura de la Suprema Corte de Justicia de la Nación de México. Reconocida por la Dirección General de Culturas Populares en 2019, con la realización de un mural de su poema Nantlajtoltin / Lenguas maternas en la UPN Unidad 121 de Chilpancingo, Gro.

## Publicaciones

### Poemarios
- Xochitlajtol ika moyojlo. Palabra florida para tu corazón [CD], PACMyC 2005.
- Tonalxochimej. Flores del Sol, PACMyC, 2013.

### Disco
- Xochitlajtol ika moyojlo / Palabra florida para tu corazón (2005)

### Antología
- Pensamiento y voz de mujeres indígenas (Carmen Moreno, Marina Anguiano y María de Lourdes Ros, Instituto Nacional de Lenguas Indígenas, 2012)
- México: diversas lenguas una sola nación (ELIAC, 2008).
- Semanauakuikatl / Canto al Universo (Coordinadora de la antología, 2018)